# Juan Llerena
Juan Llerena (San Luis, 1 de abril de 1825 - Buenos Aires, 14 de marzo de 1900) fue un abogado y político argentino, miembro de Congreso Constituyente que sancionó la Constitución Argentina de 1853 y Senador de la Nación Argentina por la Provincia de San Luis desde 1865 a 1874. 
Fue además autor de numerosas obras escritas, fundamentalmente de historia y geografía.

## Biografía
Estudió en la Universidad de Córdoba, pero se exilió a Chile con su familia tras la derrota unitaria de 1840. Se recibió de abogado en la Universidad de San Felipe en 1846. después de lo cual se estableció en Mendoza, donde redactó el periódico La Ilustración Argentina, fundado y dirigido por Bernardo de Irigoyen, embajador del gobierno de Juan Manuel de Rosas en Chile. Poco antes de Caseros, el gobernador Alejo Mallea lo envió a expresarle su apoyo a Rosas.
A principios de 1853, el gobernador Pablo Lucero lo eligió diputado al Congreso Constituyente, en reemplazo de Adeodato de Gondra, que había sido obligado a renunciar por los diputados unitarios y por Urquiza.
Llegó a Santa Fe el 27 de abril, cuando faltaban pocos días para terminarse de discutir la Constitución, y casi no participó en la discusión. Alcanzó, sin embargo, a aportar su opinión sobre las condiciones que debían reunir los Senadores nacionales, aunque no torció la voluntad mayoritaria. Votó a favor y firmó el acta por el que se sancionaba la Constitución Nacional.
El Congreso siguió sesionando para poner en marcha las instituciones establecidas por la Constitución, y Llerena participó en la sanción de varias leyes. De carácter soñador, según el testimonio del diputado Benjamín Lavaisse desaparecía durante varios días, haciendo turismo por los pueblos vecinos. Renunció al Congreso el 12 de agosto de 1853.
En 1860 se fue a vivir al entonces pueblo de Belgrano, actual barrio homónimo en Buenos Aires, en donde integró la comisión Municipal en 1869 y el Consejo Consultivo en 1870.
A fines de abril de 1865 fue elegido senador nacional por su provincia natal. Sostuvo la necesidad de expulsar a los pueblos originarios de sus territorios en la región pampeana, más allá del río Negro, adelantándose a la Conquista del Desierto; si bien su moción fue aprobada, la Guerra de la Triple Alianza imposibilitó la concreción de su proyecto.
Concluido su mandato como senador, se contó entre los fundadores del Banco Nacional. La Provincia de Buenos Aires lo designó para que formara parte de una comisión para estudiar los progresos en la explotación rural. Esto lo llevó a visitar países de cinco continentes y publicar sus impresiones en una obra de diez vlúmenes que realizó con Ricardo Newton. Consecuencia de estos viajes fue también su libro "Fisiografía y meteorología de los mares del globo", que fuera recomendada por el Almirantazgo inglés y que recibió un premio en la Exposición de Chicago. La Sociedad Científica Argentina editó dicha obra en 1888 en dos tomos.
También participó en la fijación de las fronteras entre su provincia y la de Córdoba. Tuvo una participación menor en la firma del tratado de 1881 entre Argentina y Chile.
Se incorporó al ministerio de relaciones exteriores, bajo las órdenes del ministro Bernardo de Irigoyen, que lo envió a distintos destinos en América y Europa, incluyendo misiones oficiales en Estados Unidos, Canadá y el Reino Unido.
Una hija suya, Alejandrina se casa hacia 1890 con Mauricio Pastor Daract.

Aficionado a la astronomía, a la que estudió con un telescopio propio instalado en su vivienda, vivió sus últimos años en su casa de Echeverría 2619, en Belgrano. Falleció en Belgrano en marzo de 1900, siendo el último en morir de los constituyentes del 53.
Una localidad de la provincia de San Luis lleva su nombre en homenaje a su memoria. También una calle de Buenos Aires, en el barrio de Parque Chas, y numerosas escuelas públicas a lo largo del país.

## Publicaciones
Entre sus escritos, editados e inéditos, se pueden mencionar:
- Cuadros descriptivos y estadísticos de las tres provincias de Cuyo.
- Fisiografía y meteorología de los mares del Globo.
- Edades geológicas del Globo. (6 tomos)
- Inglaterra y las colonias inglesas. (12 tomos)
- Fuerzas y agentes del planeta.
- Historia del África antigua.
- Astrología solar.
- Fisiología vegetal y animal.
- Memoria descriptiva de San Luis.
- Remedios contra la parálisis política.
- Cosmogenia de la Naturaleza Universal y Terrestre.
- La física y sus progresos.